# Meg Harris
Meg Harris (født 2002) er en australsk svømmer.
I 2021 repræsenterede hun Australien ved sommer-OL 2020 i Tokyo og tog guldmedaljen på 4×100 m freestyle stafethold.
Hun repræsenterede sit land ved sommer-OL 2024 i Paris i 50 meter fri, hvor hun vandt sølv.
Hun deltog også i 4×100 meter medleystafet i forsøgsheatet, hvor holdet vandt sølvmedaljen.